# 威廉·达利
威廉·达利（英語：William Dally，1908年2月22日—1996年5月30日），美国前男子赛艇运动员。他曾代表美国参加1928年夏季奥林匹克运动会赛艇比赛，获得男子八人单桨有舵手金牌。